# Plectiscidea zonata
Plectiscidea zonata är en stekelart som först beskrevs av Johann Ludwig Christian Gravenhorst 1829.  Plectiscidea zonata ingår i släktet Plectiscidea och familjen brokparasitsteklar. Inga underarter finns listade i Catalogue of Life.